# Robert Ménégoz
Robert Ménégoz (Saint-Contest, Calvados, 17 de juny de 1926 - Banhòus (Gard), 18 de maig de 2013) va ser un director i realitzador francès.

## Biografia
Durant la Segona Guerra Mundial va participar en la Resistència francesa, i durant aquest període de clandestinitat va conèixer el futur productor Claude Jaeger ("Coronel Michelin"). És admès a l'IDHEC després de l'alliberament. Va militar al Partit Comunista Francès fins al 1956, mentre feia curtmetratges.
Va rodar dos llargmetratges de ficció, La Millième Fenêtre i Laisse-moi rêver. Estava casat amb la productora Margaret Menegoz i pare de Mathias Menegoz.

## Filmografia
Curtmetratges
- 1951: Vivent les dockers. Prohibit per la censura. Gran premi pel documental al festival de Karlovy-Vary de 1951[3]
- 1951: Commune de Paris
- 1953: La Commune
- 1953: Ma Jeannette et mes copains
- 1957: G.S.O.
- 1960: Fin d'un désert, Conquilla d'Or al millor curtmetratge al Festival Internacional de Cinema de Sant Sebastià 1960[4]
- 1960: Contrastes
- 1961: Spiel in Farben / 10 Gramm Regenbogen
- 1963: Dix grammes d'arc-en-ciel
- 1963: Route sans sillage
- 1964: La Pièce d'or
- 1966: La Moselle une rivière pour l'Europe
- 1966: Seul le brouillard est gris
- 1966: L'île d'acier
- 1967: Herr Kekulé, ich kenne Sie nicht
- 1970: Time Is Running Out
- 1971: À Paris
- 1974: Société anonyme
- 1975: La puissance et l'instant

Llargmetratges
- 1954: Das Lied der Ströme, corealitzador per les escenes d'acció
- 1958: Derrière la grande muraille
- 1960: La Millième Fenêtre, projectada a la selecció oficial del Festival Internacional de Cinema de Sant Sebastià 1960[5]
- 1979: Laisse-moi rêver

Assistent de director
- 1957: Les Fanatiques d'Alex Joffé
- 1957: Les Espions d'Henri-Georges Clouzot
- 1968: La Prisonnière d'Henri-Georges Clouzot